# Hersz Berliński
Hersz Berliński, noto anche con lo pseudonimo di Herszek, Jeleń (Łódź, 27 settembre 1908 – Varsavia, 1944), è stato un attivista polacco, di origine ebraica, membro del movimento di resistenza polacco, durante la seconda guerra mondiale, ha partecipato alla rivolta del ghetto di Varsavia, e alla successiva rivolta di Varsavia. Inoltre è stato attivista del partito sionista di sinistra Poalej Syjon.

## Biografia
Nacque a Łódź in una famiglia operaia ebrea. Frequentò lo heder e successivamente la scuola elementare dello stato. Nel 1923 aderì all’organizzazione giovanile Cukunft del Bund, l'Unione Generale dei Lavoratori Ebraici. L’anno successivo aderì all'organizzazione giovanile del Partito Sionista di Sinistra (Poalej Syjon-Lewica). Fu comandante della milizia del partito nel reparto del Poalej a Łódź. 
Dopo lo scoppio della seconda guerra mondiale tentò di raggiungere Varsavia. Venne arrestato e deportato nel campo di concentramento di Rawa Mazowiecka prima e, successivamente , a Częstochowa dal quale scappò presto. Riuscì a raggiungere la zona occupata dai russi, e da essa partì per Varsavia. Nal 1940 era nel ghetto di Varsavia, uno dei più influenti attivisti del partito Poalej Syjon-Lewica. Divenne segretario del comitato di partito e il direttore della stampa clandestina. Era attivo nel Blocco Antifascista . Il suo lavoro principale era come operaio nella fabbrica Landaua. Inoltre, fu uno dei creatori dell’organizzazione clandestina Gioventù di Borochow. 

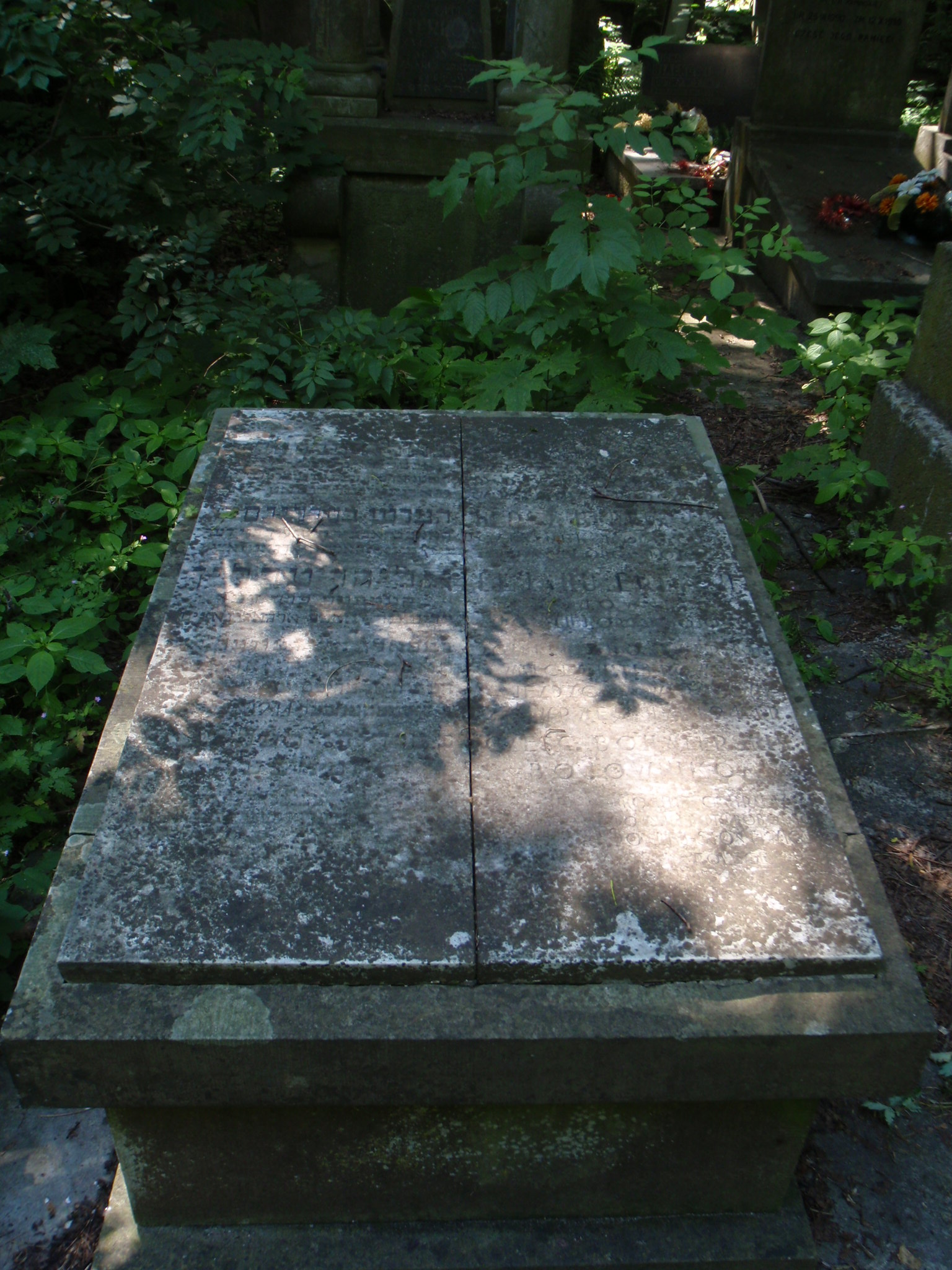
Tomba di Hersz Berliński, Pola Elster e Eliahu Erlich nel cimitero ebreo a Varsavia.

Dopo la prima grande deportazione diventò uno dei membri più attivi dell’Organizzazione ebraica di combattimento . Fu scelto come il rappresentante del partito nel Comando Generale, in cui dirigeva anche il reparto di pianificazione. Per armare la milizia del partito prese parte all’assalto alla banca del ghetto. Durante la rivolta del ghetto era uno dei comandanti di uno dei gruppi di battaglia Poalej Syjon-Lewica, lottando nella zona del Capannone degli spazzolai  situato in via Świętojerska, successivamente nel ghetto centrale. Il 10 maggio 1943 con un gruppo di circa 30 militanti raggiunse; tramite canali sotterranei, la parte ariana della città. Da allora combatté nel reparto  partigiano dei Difensori del Ghetto  dislocato nei boschi di Wyszków. Nella zona ariana scrisse in yiddish i suoi ricordi intitolati: I Tre. Pola Elster, Hersz Berliński, Eliahu Erlich.  Nel 1966 vennero pubblicati in lingua originale con lo stesso titolo, nonché in lingua ebraica come Diari. 
Durante la rivolta di Varsavia fu un soldato del reparto della ŻOB. Morì con l’arma in mano nel quartiere Żoliborz.
Dopo la sua morte, il 19 aprile 1945 venne decorato con l'Ordine Virtuti militari, mentre il 29 aprile dello stesso anno il suo corpo venne sepolto nel viale principale del cimitero ebraico di via Okopowa a Varsavia (tomba n° 39).